# Chikkaharohalli, Shrirangapattana
Chikkaharohalli là một làng thuộc tehsil Shrirangapattana, huyện Mandya, bang Karnataka, Ấn Độ.